# Szalai János (pap)
Szalai János (Tamási, 1923. július 7. – Pécs, 2015. május 18.) római katolikus pap, címzetes prépost, püspöki tanácsos, teológiai tanár, karitász igazgató.

## Élete
Nagyszülei főldművesek voltak, édesapja járásbírósági tanácsos. Tanulmányait a pécsi Ciszterci Rend Nagy Lajos Gimnáziumában végezte, majd 1941-ben a pécsi szeminárium növendéke lett. 1946. június 23-n szentelték pappá. 1947-ben doktori címet szerzett. 1961-ig káplánként szolgált az egyházmegye különböző plébániáin. 1961 szeptemberétől a győri szeminárium dogmatikatanára. 1987-ben tért vissza a Pécsi Egyházmegyébe, ahol 1987-ben megszervezte az Egyházmegyei Teológiai Tanfolyamot, melyet kilenc esztendeig vezetett. 1988-tól tizennégy évig vezette az újjászervezett egyházmegyei karitászt. 2001-ben vonult nyugdíjba.

## Elismerései
1971-ben püspöki tanácsosi, 1984-ben címzetes préposti címet kapott. 2002-ben Pro Communitate Pécs elismerésben részesült. Karitatív munkáját 2012-ben a Caritas Hungarica-díjjal ismerték el.
2015. június 4-n a Pécsi Köztemető Szent Mihály kápolnájában helyezték örök nyugalomra.